# 240 Dywizja Piechoty (III Rzesza)
240 Dywizja Piechoty (niem. 240. Infanterie-Division, Division-Kommando z.b.V. 240) – niemiecka dywizja z czasów II wojny światowej, sformowana w Holandii na mocy rozkazu z 16 kwietnia 1942 roku, poza falą mobilizacyjną.
Był to sztab dywizyjny do zadań specjalnych nadzorujący niemieckie jednostki wojskowe na terenie okupowanej Holandii. Podlegały mu 82, 167 i 719 Dywizja Piechoty oraz inne mniejsze jednostki. 15 czerwca 1942 r. sztab zreorganizowano, tworząc dowództwo LXXXVIII Korpusu.

## Dowódca dywizji
- Generalleutnant Joseph Lehmann (16 IV 1942 – 15 VI 1942)[1].